# Nadejda Michajlovna de Torby
Nadejda Michajlovna de Torby, marchesa di Milford Haven (Cannes, 28 marzo 1896 – Cannes, 22 gennaio 1963), era la seconda figlia del granduca Michail Michajlovič Romanov e della moglie morganatica Sophie, contessa di Merenberg. Era la sorella minore della contessa Anastasija Michajlovna de Torby.

## Biografia

### Infanzia ed educazione
Nadejda era la seconda figlia del granduca Michail Michajlovič Romanov, e della sua moglie morganatica, Sophie, contessa di Merenberg.
I suoi nonni paterni erano il granduca Michail Nikolaevič Romanov e la principessa Cecilia di Baden. Michail era il settimogenito e ultimo dei figli di Nicola I di Russia e Carlotta di Prussia. Sua madre era una nipote di Aleksandr Puškin che a sua volta era bisnipote del pupillo di Pietro il Grande, Abram Petrovič Gannibal.
Nacque nel sud della Francia, dove i suoi genitori vissero dopo che il padre venne esiliato dalla Russia per aver contratto un matrimonio senza il consenso dello zar. All'età di quattordici anni si trasferì, con la famiglia, in Inghilterra.
Su un giornale del 1913 riportava che la contessa Nadejda era "alta, bruna" e che si distingueva per "eccezionale eloquenza ed educazione". Cresciuta in Inghilterra, parlava inglese, giocava a tennis, golf e hockey così bene che poteva battere suo padre. Allo stesso tempo parlava e leggeva un ottimo russo.

### Matrimonio
Vissuta con la famiglia nella high society inglese, ebbe la fortuna di fare un ottimo matrimonio, ancora migliore di quello della sorella, sposata ad un milionario. Incontrò infatti ad una festa un cugino dei Windsor, il giovane Giorgio Mountbatten, figlio di Luigi Mountbatten, primo marchese di Milford Haven, e della principessa Vittoria d'Assia-Darmstadt. La coppia si sposò il 15 novembre 1916. Nel 1917 a causa del crescente malcontento con la Germania, il 1 luglio 1917, il titolo di Principe di Battenberg fu sostituito dal titolo di Lord Mountbatten (traduzione letterale in inglese del cognome tedesco).
Dopo il matrimonio con Lord Mountbatten, la coppia visse a Kenwood poi a Linden vicino a Maidenhead. Lei e sua cognata, Edwina (moglie di Lord Mountbatten), erano intime amiche e spesso andavano insieme in avventure piuttosto audaci, viaggiando in zone difficili e spesso pericolose del mondo.
Durante il processo per la custodia di Gloria Vanderbilt del 1934, un'ex cameriera di Gloria Morgan Vanderbilt offrì una testimonianza riguardo a una possibile relazione saffica tra Lady Milford Haven e la sua ex datrice di lavoro. Anche Lady Milford Haven è apparsa come testimone al processo. Prima di partire per gli Stati Uniti per testimoniare, Lady Milford Haven denunciò pubblicamente la testimonianza della cameriera come "un insieme di maligne e terribili menzogne".
La contessa prese parte all'educazione del principe Filippo, duca di Edimburgo, futuro sposo della regina Elisabetta II. Era il nipote di suo marito e, dopo il rovesciamento della monarchia in Grecia, prese la cittadinanza inglese. Il principe Filippo trascorreva le domeniche con suo zio. Il figlio di Nadejda, David Michael Mountbatten, era uno dei testimoni al matrimonio di Elisabetta e Filippo (dopo aver accettato la cittadinanza inglese, il principe Filippo prese il nome dei parenti di sua madre). Grazie al matrimonio di suo nipote con la futura regina, Nadejda si avvicinò ancora di più alla corte inglese.

### Morte
Morì il 22 gennaio 1963 a Cannes. Nel necrologio a lei dedicato, si nota che "... era insolitamente affascinante e occupava ... un posto eccezionale nella società inglese dell'epoca di Edoardo VIII".

## Discendenza
Lady Nadejda e Lord George Mountbatten ebbero due figli:
- Lady Tatiana Elizabeth Mountbatten (16 dicembre 1917-15 maggio 1988);
- David Mountbatten, III marchese di Milford Haven (12 maggio 1919-14 aprile 1970).

## Titoli e trattamento d'onore
- 1896-1916: Contessa Nadejda de Torby
- 1916-1917: Sua Altezza Serenissima, la Principessa Giorgio di Battenberg
- 1917-1917: Signora George Mountbatten
- 1917-1921: Contessa di Medina
- 1921-1938: The Most Honourable, la Marchesa di Milford Haven
- 1938-1950: The Most Honourable, Nadejda, marchesa di Milford Haven
- 1950-1963: The Most Honourable, la Marchesa vedova di Milford Haven

## Ascendenza
|                                |                     |                                       | Genitori                            |  |  | Nonni |  |  | Bisnonni           |  |  | Trisnonni         |  |
|                                |                     |                                       |                                     |  |  |       |  |  | Nicola I di Russia |  |  | Paolo I di Russia |  |
|                                |                     |                                       |                                     |  |  |       |  |  | Nicola I di Russia |  |  | Paolo I di Russia |  |
|                                |                     | Sofia Dorotea di Württemberg          |                                     |  |  |       |  |  | Nicola I di Russia |  |  |                   |  |
| Michail Nikolaevič Romanov     |                     |                                       |                                     |  |  |       |  |  | Nicola I di Russia |  |  |                   |  |
|                                |                     | Carlotta di Prussia                   | Federico Guglielmo III di Prussia   |  |  |       |  |  |                    |  |  |                   |  |
|                                |                     | Carlotta di Prussia                   | Federico Guglielmo III di Prussia   |  |  |       |  |  |                    |  |  |                   |  |
|                                |                     | Carlotta di Prussia                   | Luisa di Meclemburgo-Strelitz       |  |  |       |  |  |                    |  |  |                   |  |
| Michail Michajlovič Romanov    |                     | Carlotta di Prussia                   |                                     |  |  |       |  |  |                    |  |  |                   |  |
|                                |                     | Leopoldo di Baden                     | Carlo Federico di Baden             |  |  |       |  |  |                    |  |  |                   |  |
|                                |                     | Leopoldo di Baden                     | Carlo Federico di Baden             |  |  |       |  |  |                    |  |  |                   |  |
|                                |                     | Leopoldo di Baden                     | Luisa Carolina Geyer di Geyersberg  |  |  |       |  |  |                    |  |  |                   |  |
| Cecilia di Baden               |                     | Leopoldo di Baden                     |                                     |  |  |       |  |  |                    |  |  |                   |  |
|                                |                     | Sofia Guglielmina di Svezia           | Gustavo IV Adolfo di Svezia         |  |  |       |  |  |                    |  |  |                   |  |
|                                |                     | Sofia Guglielmina di Svezia           | Gustavo IV Adolfo di Svezia         |  |  |       |  |  |                    |  |  |                   |  |
|                                |                     | Sofia Guglielmina di Svezia           | Federica di Baden                   |  |  |       |  |  |                    |  |  |                   |  |
| Nadejda Michajlovna de Torby   |                     | Sofia Guglielmina di Svezia           |                                     |  |  |       |  |  |                    |  |  |                   |  |
|                                | Guglielmo di Nassau | Federico Guglielmo di Nassau-Weilburg |                                     |  |  |       |  |  |                    |  |  |                   |  |
|                                | Guglielmo di Nassau | Federico Guglielmo di Nassau-Weilburg |                                     |  |  |       |  |  |                    |  |  |                   |  |
|                                | Guglielmo di Nassau | Luisa Isabella di Kirchberg           |                                     |  |  |       |  |  |                    |  |  |                   |  |
| Nicola Guglielmo di Nassau     | Guglielmo di Nassau |                                       |                                     |  |  |       |  |  |                    |  |  |                   |  |
|                                |                     | Paolina di Württemberg                | Paolo Federico di Württemberg       |  |  |       |  |  |                    |  |  |                   |  |
|                                |                     | Paolina di Württemberg                | Paolo Federico di Württemberg       |  |  |       |  |  |                    |  |  |                   |  |
|                                |                     | Paolina di Württemberg                | Carlotta di Sassonia-Hildburghausen |  |  |       |  |  |                    |  |  |                   |  |
| Sophie von Merenberg           |                     | Paolina di Württemberg                |                                     |  |  |       |  |  |                    |  |  |                   |  |
|                                |                     | Aleksandr Sergeevič Puškin            | Sergej L'vovič Puškin               |  |  |       |  |  |                    |  |  |                   |  |
|                                |                     | Aleksandr Sergeevič Puškin            | Sergej L'vovič Puškin               |  |  |       |  |  |                    |  |  |                   |  |
|                                |                     | Aleksandr Sergeevič Puškin            | Nadežda Osipovna Gannibal           |  |  |       |  |  |                    |  |  |                   |  |
| Natal'ja Aleksandrovna Puškina |                     | Aleksandr Sergeevič Puškin            |                                     |  |  |       |  |  |                    |  |  |                   |  |
|                                |                     | Natal'ja Nikolaevna Gončarova         | Nikolaj Afanasievič Gončarov        |  |  |       |  |  |                    |  |  |                   |  |
|                                |                     | Natal'ja Nikolaevna Gončarova         | Nikolaj Afanasievič Gončarov        |  |  |       |  |  |                    |  |  |                   |  |
|                                |                     | Natal'ja Nikolaevna Gončarova         | Natal'ja Ivanovna Zagrjažskaja      |  |  |       |  |  |                    |  |  |                   |  |
|                                |                     | Natal'ja Nikolaevna Gončarova         |                                     |  |  |       |  |  |                    |  |  |                   |  |